# دين وينشستر
دين وينشستر هو أحد الأبطال من المسلسل التلفزيوني الدرامي الأمريكي خارق للطبيعة ، إلى جانب شقيقه الأصغر سام. يصوره جنسن أكليس في المقام الأول. تم تصوير إصدارات أخرى من الشخصية من قِبل هانتر بروشو (طفل صغير)، ريدج كانيب (طفل)، نيكولاي لاوتون جوسترا (ما قبل المراهقة)، بروك كيلي وديلان إيفريت (مراهق)، وتشاد إيفريت (مسن).

## التطور
تم إنشاء دين وينشستر من قِبل Eric Kripke ، المبدع والمعارض الأصلي لـ Supernatural ، عندما قدم عرضًا إلى WB حول شقيقين يحققان في الأمور الخارقة. اسم دين هو تكريم لدين موريارتي في رواية جاك كيرواك على الطريق على الطريق ،  مرتبطة بمفهوم كريبك لمسلسل تلفزيوني رحلة على الطريق أمريكانا. كان من المفترض في الأصل أن يكون الاسم الأخير للأخوين هو «هاريسون» كإشارة إلى الممثل هاريسون فورد، حيث أراد كريبك أن يمتلك دين «تبجح هان سولو الشيطاني». ومع ذلك، كان هناك سام هاريسون يعيش في كانساس، لذلك كان لا بد من تغيير الاسم لأسباب قانونية. بدمج اهتمامه بـ Winchester Mystery House ورغبته في إضفاء طابع «غربي معاصر» على المسلسل، استقر كريبك على لقب «وينشستر». دين وشقيقه سام من لورانس ، كانساس، بسبب قربها من Stull Cemetery ، وهو موقع مشهور بأساطيره الحضرية. جنسن أكليس، الذي يصور دين وينشستر، تم اختباره في الأصل لأداء دور سام، ولكن طُلب منه بعد ذلك القراءة لدين  ووجد أنه يفضل شخصية دين بعد قراءة النص. 

## سيرة شخصية

### تحضير
ولد دين وينشستر في 24 يناير 1979   لجون وماري وينشستر في لورانس، كانساس. إنه الطفل الأول للزوجين، وهو يكبره بأربع سنوات من شقيقه الأصغر سام. سمي على اسم جدته لأمه، ديانا كامبل.
في 2 نوفمبر 1983، قُتلت ماري في حضانة سام على يد الشيطان عزازيل، وفي الحريق الذي أعقب ذلك، تم تكليف دين بإخراج سام إلى بر الأمان بينما حاول جون دون جدوى إنقاذ ماري. منذ ذلك الحين، شعر دين بالمسؤولية تجاه سام وكان يُمنح دائمًا مهمة العناية به أثناء نشأتهما. بدأ جون التحقيق في سبب وفاة ماري وتعرف على المخلوقات الخارقة والأشخاص الذين يطاردونها. أصبح جون صيادًا بنفسه، ودرب دين ليكون واحدًا أيضًا، على الرغم من أن كلاهما أخفى ما هو خارق للطبيعة من سام حتى كان عمره 8 سنوات. كان وينشستر يتنقلون باستمرار في جميع أنحاء البلاد، ويعيشون في الموتيلات ومنازل أصدقاء جون. تُرك دين للعناية بسام مع غياب جون باستمرار أثناء طفولتهما. عندما كان دين يبلغ من العمر 16 عامًا، تم القبض عليه بتهمة السرقة وقضى بعض الوقت في منزل للأولاد حيث أتيحت له الفرصة للذهاب إلى مدرسة عادية، على الرغم من أن دين اختار في النهاية العودة إلى سام.
قبل أن يصبح رائد المسلسل، غادر سام لمتابعة حياته بعيدًا عن الخارق للطبيعة. كان جون يحمل ضغينة ضد سام لأنه شعر أن سام قد تخلى عنها، بينما كان سام يحمل ضغينة أيضًا بسبب الجدل الكبير قبل مغادرة سام. واصل جون ودين الصيد معًا وسافرا في جميع أنحاء الولايات المتحدة.
يشتهر دين بالتعامل مع عدد كبير من الأسلحة. مظهره المميز هو حذاء أسود وسترة جلدية داكنة وقمصان من الفلانيل الداكن مع جينز أزرق داكن. وهو معروف أيضًا بقيادة سيارة شيفروليه إمبالا السوداء لعام 1967 المميزة، والتي ينام فيها أحيانًا، ولديه مخزون ضخم من الأسلحة في صندوق السيارة.

### المسلسل

#### الموسم 1
كان دين يبلغ من العمر 26 عامًا عندما بدأت السلسلة وسمح جون للصيد بنفسه. في الحلقة الأولى، ذهب دين إلى سام (الذي هو بعيد عن الكلية)، الذي لم يراه منذ بضع سنوات، ويطلب المساعدة في العثور على جون، الذي فقد. لم ينجح الزوجان في البداية، وفي نهاية الحلقة الأولى، ماتت صديقة سام جيسيكا مور بنفس الطريقة التي ماتت بها والدتهما. ينضم سام إلى دين على الطريق، ويطارد العديد من الكائنات الخارقة للطبيعة، ويتعقب والدهم ويبحث عن الجاني وراء وفاة والدتهما وجيسيكا. بعد لم شملهم في النهاية مع والدهم واستحواذهم على كولت، يستعدون للرد على عزازيل، شيطان قوي بعيون صفراء.

#### الموسم 2
بعد الفشل في قتله، صدمتهم نصف شاحنة، مما أدى إلى دخول دين في غيبوبة. مات دين، لكنه نجا من الموت في اللحظة الأخيرة عندما أبرم جون صفقة مع الشيطان لإنقاذ حياته.
بعد أن أخذ الشيطان روح جون إلى الجحيم، يبدأ سام ودين في مطاردة الشيطان، الذي يختطف سام في النهاية. في تحول للأحداث، طُعن سام في ظهره وقتل، مما أجبر دين على عقد صفقة لإنقاذ حياة أخيه. تم منحه سنة واحدة من الحياة. دين وسام غير قادرين على منع الشيطان من فتح بوابة للجحيم وتحرير ليليث. ومع ذلك، يهرب والدهم أيضًا ويمنحهم الفرصة التي يحتاجونها لقتل شيطان العين الصفراء، قبل أن تتجه روحه إلى الجنة.

#### الموسم 3
أثناء محاولته التعامل مع وفاته الوشيكة والاستفادة من سنته الأخيرة، يبدأ دين في مطاردة الشياطين المحررة. عند لقاء الشيطان الذي يبدو مفيدًا «روبي»، يتعلم «دين» أنه أيضًا قد يصبح شيطانًا إذا احترق في الجحيم لفترة طويلة. تعلم ليليث أن تأخذ عرش الجحيم من عزازيل وأن تحتفظ بعقد حياة دين في يديها، يواجهها الأخوان في النهاية.
غير قادر على قتلها، يتم ضرب دين حتى الموت من قِبل الجحيم ويتم جر روحه إلى الجحيم.

#### الموسم 4
أثناء وجوده هناك يأمر ليليث شيطانًا يسمى أليستر بمعاملة دين بوحشية. يقضي دين أربعة أشهر في الموت، أي ما يعادل 40 عامًا في الجحيم. انضم دين إلى أليستر في تعذيب النفوس بعد أن رفض سابقًا لمدة 30 عامًا. ومع ذلك، يستيقظ دين من قبره ويلتقي مع العائلة ويلتقي بالملاك كاستيل الذي (جنبًا إلى جنب مع جيش الملائكة الذين تم إرسالهم أيضًا للعمل معًا) تم الكشف عن إنقاذهم من الجحيم وإحياء دين. يكافح مع أفعاله في الجحيم ومحاولة إقناع سام بالإقلاع عن شرب دم الشيطان، يلتقي دين مع عزازيل مرة أخرى عندما أرسله كاستيل في الوقت المناسب.
في مرحلة ما، انفتح دين على سام وكشف كيف أنه لم يعذب فحسب، بل استمتع بالأحداث أثناء وجوده في الجحيم.
يلتقي دين بملاك آخر زكريا الذي يتوسل عميدًا لمواصلة الصيد بعد أن كاد أن يتخلى عنها عندما علم أن أليستر قد عذب جون، الذي لم ينكسر أبدًا في وقته في الجحيم.
أثناء Jump the Shark ، علم دين وسام بأخيهما غير الشقيق آدم مع سام. على الرغم من عدم تصديقه في البداية، إلا أن دين مقتنع بالعلاقة بالصور. يعارض دين أيضًا استخدام سام لتعاليم والدهم على آدم بعد أن هاجمته الوحوش. في النهاية، تم الكشف عن أنه كان غولًا (أراد الانتقام من جون لمطاردة سابقة) وانتحال شخصية آدم الذي قُتل ولكن دين أنقذ سام وأحرق الإخوة جسد آدم.
في النهاية، يتعلم دين أن الملائكة يريدون أن تبدأ نهاية العالم وأنه إذا قتل أحد أطفال الشيطان الخاصين، والذي كان سام الوحيد منهم، ليليث، فسيكون لوسيفر حرًا. يساعد كاستيل دين على الهروب من الملائكة، حيث يقتل دين روبي (الذي كانت جاسوسًا لـ ليليث) لكنه يصل بعد فوات الأوان لمنع لوسيفر من التحرر.

#### الموسم الخامس
بعد تحرير لوسيفر، يتم نقل دين وسام فوريًا على متن طائرة بواسطة قوة غير معروفة (الله). بعد معرفة دوره كسفينة لدور رئيس الملائكة ميخائيل وسام كسفينة لوسيفر، التقى الأخوان بملك كروسرودز كرولي وحاربوا الفرسان الأربعة في نهاية العالم لهزيمة لوسيفر.
أثناء بحثهم لإيجاد طريقة لهزيمة لوسيفر، حاول الأخوان استخدام كولت والبحث عن الله، ولكن تم الكشف عن أن كولت لا يمكنه قتل لوسيفر وأن الله لا يهتم بنهاية العالم.  هذه الإجراءات تجعل دين يقرر أن يصبح وعاء مايكل حتى لو كانت النتيجة موت ملايين الأشخاص،  ومع ذلك، فإن إيمان سام بدين يدفعه إلى إيجاد حل آخر. عند وفاة رئيس الملائكة جبرائيل، يكتشف الأخوان أنه باستخدام الحلقات من فرسان صراع الفناء الأربعة، يمكنهم إعادة فتح وحبس لوسيفر وإعادته إلى الجحيم. نظرًا لأن دين وسام لديهما بالفعل حلقات الحرب والمجاعة، فإنهما يبحثان عن موقع الوباء والموت، مما دفع سام لمقابلة صديقه القديم في الكلية برادي: الرجل الذي قدم سام إلى جيسيكا والشيطان الذي أمره عزازيل بقتل جيسيكا. يسمح دين لـ سام بقتل برادي بعد الحصول على المعلومات التي يحتاجونها.
التعلم من الموت كيف يصيد لوسيفر، سمح دين في النهاية لسام بأن يصبح وعاء الشيطان، لكن علاقته القوية بدين تساعده على الوقوع في قفص لوسيفر مع مايكل، الذي يستخدم شقيق الأولاد الأصغر آدم كسفينة.

#### الموسم السادس
بعد التوقف عن الصيد والانتقال إلى ليلة واحدة سابقة، ليزا، يبدأ دين في الانتقال إلى حياة طبيعية ولكن يتم دفعه مرة أخرى إلى الصيد عندما يهاجمه الجن وينقذه سام في ظروف غامضة. صُدم دين عندما علم بإحياء أخيه وجده لأمه، ويصبح أكثر توترًا عندما يتصرف سام ببرود، بلا رحمة ويسمح لـ دين بالتحول مؤقتًا إلى مصاص دماء. هذا مروع في الغالب لأنه من بين الأخوين، كان سام دائمًا ألطف الاثنين. علم لاحقًا من كاستيل أن سام يفتقر إلى الروح، شرع دين في إصلاح أخيه. لاستعادة روح سام، من قفص لوسيفر، من خلال الموت، يبدأ الأخوان في كشف مؤامرة يشارك فيها كرولي وكاستيل. بعد هزيمة حواء، والدة جميع الوحوش، يقطع دين العلاقات مع ليزا ويتعلم أن كاستيل أخذ أرواح المطهر ليصبح أقوى ملاك على قيد الحياة.

#### الموسم السابع
طلب مساعدة الموت، دين غير قادر على جعل كاستيل يعيد أرواح المطهر في الوقت المناسب وتحرر لوياثان والبدء في محاولة للسيطرة على الأرض. بعد مقتل شخصية والدهم بوبي على يد ديك رومان، زعيم ليفياثان، يكسبون حليفًا من خلال كيفن تران، نبي جديد.
بكلمة الله، يقتل دين وكاستيل رومان، لكنهما قتلا في الانفجار اللاحق وسُحبا إلى المطهر.

#### الموسم الثامن
البقاء على قيد الحياة لمدة عام كامل في المطهر بمساعدة مصاص الدماء بيني بعد أن تخلى عنها كاستيل، هرب دين وبيني في النهاية. يغضب دين عندما علم أن سام لم يبحث عنه حتى. لم شملهم مع كيفن، وجدوا كلمة أخرى من الله تفصل المحاكمات لإغلاق أبواب الجحيم. يساعد دين سام في إكمال التجارب، وعلى طول الطريق يواجهون الملاك المارق ميتاترون وفارس الجحيم أبادون. خلال هذا الوقت، تم منح الإخوة ملجأ رجال الآداب كمقر، من قبل جدهم من الأب. يشعر دين بالفزع عندما علم أن الملاك نعومي برمج كاستيل لمحاولة قتله. القبض على كرولي، دين يمنع سام من إكمال المحاكمات عندما يعلم أنها ستقتل شقيقه. عندما بدأوا في التوجه إلى المستشفى، انهار سام تمامًا كما بدأت الملائكة في السقوط على الأرض.

#### الموسم 9
طالبًا المساعدة، يتعلم دين أن ميتاترون خدع كاستيل وسرق نعمته تاركًا إياه بشريًا وتسبب في السقوط. بمساعدة ملاك اسمه حزقيال، يسمح له دين بامتلاك سام إذا كان ذلك يعني إنقاذ أخيه. مع حزقيال في سام، ومع ذلك، فإن دين غير قادر على الحصول على أي مساعدة من كاستيل ويبدأ في محاولة إيجاد طريقة للتعامل مع أبادون. بالانضمام إلى ميتاترون، يكشف حزقيال عن نفسه أنه في الواقع الملاك غادريل ويتغلب على دين، ويمنعه من إنقاذ كيفن. بالانتقال إلى كراولي طلبًا للمساعدة، تمكن دين من تطهير غادريل من سام على حساب علاقتهما.
يزداد يائسًا لهزيمة أبادون، يتلاعب كراولي بعميد لقبول علامة قابيل، من سلف دين قابيل، ويساعده في تحديد موقع النصل الأول. إصلاح علاقته مع سام، قتل دين أبادون وكاد يذبح غادريل. عند مواجهة ميتاترون أخيرًا ، طعن دين قاتلاً ومات مرة أخرى. أعاد جسده إلى القبو ، وأعاد دين إيقاظ شيطان وغادر مع كراولي.

#### الموسم العاشر
مستمتعًا بوقته كشيطان وقتل العديد من الموالين لأبدون ، قتل دين في النهاية رجلًا يُدعى ليستر موريس ويستخدم قواه الشيطانية المكتشفة حديثًا لتأكيد ما أخبره كرولي عن سام. في نهاية المطاف في مواجهة أخيه ، ينجذب دين إلى معركة من قبل جندي يدعى كول ، مما يسمح لسام باستخدام المياه المقدسة لسجن أخيه. باستخدام عملية علاج الشياطين لمحاولة إعادة شقيقه ، يترك سام حذره ويهرب دين. بمساعدة كاستيل ، تم علاج دين ، لكنه لا يزال إنسانًا معززًا بعلامة قابيل. بعد أن نما في نهاية المطاف أكثر فأكثر قوة بينما فقد السيطرة ، يتعلم دين من قابيل ، قبل قتل سلفه ، أنه لا يوجد علاج قابل للتطبيق. يؤكد الموت لاحقًا هذا من خلال الكشف عن أن إزالة العلامة ستطلق العنان للظلام ويعرض إزالة دين من المجتمع بشرط أن يقتل سام. على الرغم من موافقته في البداية ، يلين دين ويقتل الموت بدلاً من ذلك. ومع ذلك ، نظرًا لمكائد سام السابقة ، تمت إزالة مارك وإطلاق العنان للظلام بغض النظر.

#### الموسم 11
مع إطلاق العنان للظلام ، شرع دين وسام في محاولة العثور على الظلام ، لكنهما اهتزتا لمعرفة أن الكيان الذي يطاردونه هو في الأساس أخت الرب ، التي تم «التضحية بها» حتى يتمكن من خلق العالم. يظهر دين كامرأة تأتي لتطلق على نفسها اسم أمارا ، ويجد نفسه غير قادر على قتلها بسبب جاذبية ملتوية ، لكن الأمور تصبح أكثر تعقيدًا عندما يوافق كاستيل على تمثيل السفينة من أجل لوسيفر عندما يصبح مقتنعًا بأن رئيس الملائكة فقط لديه أي فرصة ضد أمارا. فشلت هذه الإستراتيجية - وتوقعت أن تكون بسبب مكانة لوسيفر كرئيس الملائكة الساقط - ولكن في نهاية المطاف اتصل الإله الحقيقي بآل وينشستر ، والذي تم الكشف عنه الآن ليكون تشاك شورلي ، المؤلف الذي كتب أناجيل وينشستر ، والقادر على صنع السلام مع أمارا ويغادر. يصاب دين بالصدمة عندما لم شمله مع والدته ، التي أعادها أمارا إلى الحياة كشكر على تصرفات دين.

#### الموسم الثاني عشر
يجد الـ وينشستر أنفسهم يواجهون تهديدات بشرية وخارقة للطبيعة عندما يهاجم الفرع البريطاني من رجال الآداب الـ وينشستر في محاولة للسيطرة على الصيادين الأمريكيين ويترك لوسيفر هاربًا في محاولة للعثور على سفينة جديدة. يأخذ لوسيفر رئيس الولايات المتحدة في النهاية كسفينة ، لكن عائلة وينشستر قادرة على إبعاده عن هذا المضيف.
بينما يكتشف ال وينشستر أن لوسيفر حمل طفلًا أثناء امتلاكه للرئيس ، إلا أنه يُترك لحراسة والدة الطفل بينما تستكشف ماري إمكانية التحالف مع رجال الآداب البريطانيين. على الرغم من أن كاستيل خلص إلى أن طفل لوسيفر يستحق الحماية ، إلا أن التحالف المحتمل مع رجال الآداب ينتهي عندما تثبت المجموعة أنها شديدة القسوة ، لدرجة قتل صياد كان قد ساعد آل ونشيستر في إحدى الحالات لأنها قتلت أحدهم عن طريق الخطأ. أفراد.

#### الموسم 13
تمكن عائلة وينشستر في النهاية من إبعاد لوسيفر إلى عالم موازٍ حيث حدثت نهاية العالم «في الموعد المحدد»، في عام 2012، ولكن هذه الخطة جاءت بنتائج عكسية عندما نبه لوسيفر النسخة البديلة لمايكل إلى وجود العالم الأصلي ، وكذلك تركهم. مع تعقيد محاولة تربية ابن لوسيفر فجأة ، جاك كلاين (6 أشهر ، حسب التسلسل الزمني). سرعان ما يأتي جاك ليرى عائلة وينشستر وكاستيل على أنهما `` أبويه '' ، بينما يكتسبون حليفًا جديدًا عندما اكتشفوا أن غابرييل نجا من موته ، في الموسم الخامس ، ولكن على الرغم من أنهم قادرون على العودة إلى عالم نهاية العالم لإنقاذ العديد من البشر (بما في ذلك نسخ بديلة من بوبي سينجر وتشارلي برادبري)، يتبعهم مايكل البديل ولوسيفر في هذا العالم.
عالقًا في خيارات إيقاف لوسيفر بعد أن أخذ نعمة جاك لشحن صلاحياته ، يوافق دين على العمل كسفينة مايكل ، لكن مايكل يتولى السيطرة على جسد دين بعد وفاة لوسيفر.

#### الموسم الرابع عشر
باستخدام جسد دين ، يقضي مايكل الأسابيع القليلة القادمة في استكشاف هذا العالم حتى يقرر مساعدة الوحوش في السيطرة على العالم لأن رغباتهم نقية. ظهر دين في النهاية لفترة كافية للمطالبة بحريته.
تخلى عن دين لفترة وجيزة لمواصلة خططه الخاصة بينما يستنزف رغبة دين في المقاومة ، ولكن على الرغم من أن مايكل أخذ دين في النهاية كسفينة له مرة أخرى ، بمساعدة عائلته ، فإن دين قادر على محاصرة مايكل في عقله الباطن. أبلغه لاحقًا بيلي ذا ريبر ، الذي حل محل الموت بعد وفاته ، أن مايكل سوف يهرب حتمًا من سجنه في كل المستقبل ، لكن ذلك الذي يختم فيه دين نفسه في صندوق إنوشيان في قاع المحيط ، ولكن على الرغم من أن دين بدأ في إنشاء مثل هذا الصندوق ، فإنه يقبل حجة سام بأنهم سيظلون يحاولون إيجاد طريقة أخرى أولاً.
اجتمع دين لفترة وجيزة مع والده بعد أن تمنحه لؤلؤة بقدرات سحرية ما تشتهيه قلبه. على الرغم من أن دين كان يأمل أن تكون رغبة قلبه هي خروج مايكل من رأسه ، إلا أن لم شمل الأسرة كان مؤثرًا للقلب. أُجبر جون على العودة إلى وقته قبل أن يتبع ذلك خط زمني بديل.
لا يزال دين يتخلى عن خطته ليغلق نفسه في صندوق مالك ، ويرافق سام وكاستيل وجاك في مطاردة روتينية إلى حد ما. خلال هذا ، يُطرح دين فاقدًا للوعي فقط للاستيقاظ ، ويكتشف أن مايكل قد أفلت من عقله. بعد ذبح العديد من الصيادين في أعقابه ، قام مايكل بتعذيب الـ وينشستر ولكنه واجه وقتل على يد جاك كلاين ، الذي يستخدم روحه للاستفادة من قدراته الملائكية. في قتل مايكل ، لم يحرق جاك روحه فحسب ، بل امتص أيضًا نعمة مايكل ، وأعاده إلى حالته القوية باعتباره نفليم. نتيجة لهذا ، أصبح دين أكثر اهتمامًا بحالة روح جاك.
بالتوازي مع هذا ، ينخرط إناء لوسيفر السابق في خطة لرفع لوسيفر من الفراغ. جاك قادر على منعه في جريمة قتل بشعة مما يترك ماري وينشستر في حالة من القلق العميق. يصاب جاك بالإحباط ويستخدم قوته عن طريق الخطأ لقتل ماري. يكتشف دين وفاة والدته ويبدأ في نوبة غضب يغذيها الحزن. في مهمة لقتل جاك ، يظهر تشاك ، يزود المسدس بما يفعله بالضحية. يقبل دين هذا كحل لغضبه الشديد تجاه جاك ويجد نفسه يستهدف ، بصراحة ، جاك. يدرك دين أن هذا ليس الحل ويسقط البندقية ، مما أثار رد فعل غاضب من تشاك. بدأ سام ودين بإدراك أن حياتهما لم تكن أكثر من ترفيه لـ تشاك ، بينما هو يسيطر على الأوتار. يقتل تشاك جاك ويطلق كل روح شريرة من الجحيم لمهاجمة الثلاثي في عرض درامي للإحباط ، ببيان مسبق «انتهت القصة. مرحبًا بكم في النهاية». يتخذ دين بشكل مميز موقفًا قتاليًا حيث يبتلعه السرب وشقيقه وكاستيل.

#### الموسم الخامس عشر
بعد أن ينهي `` تشاك '' النهاية عن طريق كسر أبواب الجحيم ، يتعامل `` سام '' و''دين '' و''كاستيل '' مع الآثار اللاحقة ، ويقاتلان حشدًا من الزومبي والأشباح. بعد إغلاق الخرق ، يبحثون عن طريقة لهزيمة تشاك ، ونجحوا أخيرًا بعد العديد من المحن. بعد هزيمة تشاك ، قُتل دين على يد مصاصي الدماء أثناء مطاردة. يتقبل مصيره ويخبر سام وداعًا بالدموع. ثم تم لم شمله مع بوبي سينجر في الجنة الذي يشرح له ما كان يحدث منذ هزيمة تشاك. يتعلم دين أن جاك سحب كاستيل من الفراغ حتى يتمكن كاستيل من مساعدة جاك في إعادة تشكيل الجنة للأفضل. ينضم سام إلى دين في الجنة بعد أن عاش حياة مُرضية على الأرض.

## السلطات
عندما تحول إلى مصاص دماء ، كان دين يتمتع بقوة أكبر وتعززت جميع حواسه. كإنسان ، كان دين هو حامل علامة قابيل ؛ منحه هذا قوة غير عادية ، مما سمح له بالقتال على مستوى ملاك فائق الشحن مثل ميتاترون. كان لديه أيضًا العديد من القدرات الذهنية ، وأبرزها القدرة على استدعاء واستدعاء أول نصل له يمنحه نطاقًا معقولًا. تضمنت هذه القوى أيضًا الهواجس المعطاة في الأحلام والحصانة لكل من القوى السحرية والشيطانية. كشيطان يحمل علامة قابيل ، تضاعفت قوة دين من الوقت الذي كان فيه إنسانًا ، مما أتاح له القوة على قدم المساواة مع فرسان الجحيم ، إن لم يكن أكبر منها. تضمنت قواه الشيطانية أيضًا درجة من التخاطر ، والقدرة على قراءة عقل فرد يدعى ليستر ومعرفة تاريخه مع سام عند مقابلته. خلال فترة وجوده كشيطان ، كان دين يمتلك أيضًا القدرة على التجدد بسهولة من الجروح ، وبما أن روحه الفاسدة كانت تمتلك جسده ، فقد تم إعفاؤه من طرد الأرواح الشريرة التي ابتليت بها الشياطين الأخرى. خلال الفترة القصيرة التي قضاها الملاك ميخائيل ، كان دين يتمتع بصلاحيات شبيهة بالانتقال عن بعد والتحريك الذهني والشفاء السريع.

## المهارات والقدرات
دين صياد ماهر وواسع الحيلة. إنه ضليع في أنواع متعددة من الأسلحة النارية؛ إنه يفضل بندقيته من طراز Colt 1911 والبندقي المقطوع ، لكنه ماهر في التعامل مع معظم الأسلحة الأخرى التي قد يحصل عليها. إنه أيضًا بارع في القتال والقتال بالسكاكين ، وقد أخضع العديد من المهاجمين البشريين بسهولة وتغلب على المخلوقات الأكثر قوة جسديًا مثل المتحولين ومصاصي الدماء والشياطين. كثيرا ما يستخدم أسلحة مرتجلة وعبوات ناسفة ؛ في "Croatoan"، أظهر معرفته بالكيمياء، وصنع زجاجات المولوتوف والأجهزة المتفجرة المرتجلة ، وفي "Phantom Traveler"، كشف عن معرفته بالإلكترونيات والهندسة العكسية، بعد أن بنى كاشف مجال كهرومغناطيسي من راديو Walkman قديم. يمتلك دين أيضًا معرفة واسعة بالخوارق والأساطير، ومن الموسم الرابع فصاعدًا يتعلم ويكون قادرًا على أداء تعاويذ فعالة ضد الملائكة.
يتطلب عمل دين كصياد منه انتحال أدوار مهنية مختلفة في متابعة تحقيقاته وتجنب انتباه سلطات إنفاذ القانون. تحقيقا لهذه الغاية ، دين على دراية جيدة بكيفية عمل الشرطة وإدارات مكافحة الحرائق والوكالات الحكومية المختلفة (مكتب التحقيقات الفدرالي، مركز السيطرة على الأمراض) وإجراء التحقيقات. في دعم أسلوب الحياة هذا ، يتميز دين أيضًا بمهارته في التقاط الأقفال ، واقتحام أنظمة الأمان ، وسرقة السيارات ، والسعي للحصول على حمام السباحة. نظرًا للوقت الذي أمضاه في الجحيم كـ «تلميذ» أليستير ، فإن دين لديه معرفة عميقة بالتعذيب. دين أيضًا ميكانيكي بارع وحافظ على معرفة وثيقة بالسيارات والمحركات منذ الطفولة ؛ يحافظ على إمبالا في أفضل حالة.

## روابط خارجية
- ويكي خارق للطبيعة